# Campeonato Nacional de Rodeo de 1950
El Campeonato Nacional de Rodeo de 1950 selló la temporada de rodeo chileno de 1949-1950. Fue el segundo campeonato nacional y el año anterior este campeonato fue todo un éxito. Esta vez el campeonato se realizó en la ciudad de San Fernando.
Este campeonato cada vez se volvía más popular ya que antes de 1949 no se realizaban campeonatos nacionales, sino que solo rodeos locales. Los más ancianos en el rodeo veían con buenos ojos la realización de este campeonato y fue llamado "El Champion de los Champion".

## Resultados

### Serie de campeones
| Champion 1950 | Champion 1950                                      | Champion 1950              | Champion 1950 |
| ------------- | -------------------------------------------------- | -------------------------- | ------------- |
| Lugar         | Jinetes                                            | Caballos                   | Puntaje       |
| 1º            | Roberto Palacios Celis y Jesús Regalado Bustamante | "Caduca" y "Satín"         | 16+2          |
| 2º            | Belarmino Ormeño y Santiago Soto                   | "Volantina" y "Volteadora" | 16+0          |
| 3º            | José Zavala y Arturo Ríos                          | "Cumparsita" y "Salofeno"  | 14            |
| 4º            | Pedro Juan Espinoza y Ricardo Espinoza             | "Timarca" y "Ventilador"   | 13            |
| 5º            | Agenor González                                    | "Tachita" y "Cachimbita"   | 12            |

## Puntajes
Antiguamente las atajadas eran distintas y el máximo puntaje de atajadas por campeonato eran 3 puntos y no cuatro como ahora. Por eso es que los puntajes no eran tan elevados como en los tiempos actuales en donde los campeones tienen alrededor de 40 puntos. Además en ese tiempo el rodeo era totalmente amateur (o más que ahora), y no tenía jinetes profesionales que se dedicaban 100% a correr.